# Цвинтарна каплиця (Пульмо)
Цвинтарна каплиця — православна цвинтарна каплиця (УПЦ МП) у селі Пульмо Шацький район, Волинська область, споруджена в 1900 році.

## Історія та архітектурний опис
Цвинтарна каплиця збудована в 1900 р. Стару Миколаївську церкву розібрали, перенесли на кладовище і побудували з неї каплицю. Її розміри: довжина — 7.20 м., ширина — 4.70 м., висота — 4.50 м.
Інвентаризаційний опис, виконаний у 1986 р., зафіксував її архітектурне рішення та фізичний стан: 
| | \| Каплиця на кладовищі має просту прямокутну форму з чотирисхилою покрівлею і маленькою сигнатуркою. В її архітектурі відсутні будь-які індивідуальні риси, що в комплексі з її незадовільним технічним станом роблять перспективу її подальшої охорони та використання малоймовірною. \| |
| Каплиця на кладовищі має просту прямокутну форму з чотирисхилою покрівлею і маленькою сигнатуркою. В її архітектурі відсутні будь-які індивідуальні риси, що в комплексі з її незадовільним технічним станом роблять перспективу її подальшої охорони та використання малоймовірною. | |

Однак пізніше каплиця була відремонтована, змінений дах з чотирисхилого на двосхилий, і нині (станом на 2019 р.) використовується за призначенням. У 2010-тих роках проведено чергові ремонти з використанням сучасних матеріалів. Зокрема, у 2012 році вікна та двері замінені на металопластикові, а у 2015 році замінено покрівлю та главку. 